# Abdul Karim Amu
Abdul Karim Amu (Lagos, 13 novembre 1933 – Lagos, 9 febbraio 2010) è stato un velocista e dirigente sportivo nigeriano.

## Biografia
Nel 1954 salì alla ribalta internazionale vincendo una medaglia d'argento ai Giochi dell'Impero e del Commonwealth Britannico con la staffetta 4×110 iarde; negli stessi Giochi raggiunse le semifinali delle 220 iarde.
Partecipò a tre edizioni dei Giochi olimpici ottenendo come miglior risultato l'accesso alla semifinale dei 400 metri piani a Roma 1960: il quarto posto, seppur davanti al quotato giamaicano Mal Spence e al vincitore dei trials statunitensi Jack Yerman, non fu tuttavia sufficiente ad ammetterlo alla finale.
Fu presidente della Federazione nigeriana di atletica leggera dal 1987 al 1993 e dal 1995 al 1997.

## Palmarès
| Anno | Manifestazione                | Sede      | Evento      | Risultato  | Prestazione | Note  |
| ---- | ----------------------------- | --------- | ----------- | ---------- | ----------- | ----- |
| 1954 | Giochi dell'Impero Britannico | Vancouver | 4×110 iarde | Argento    | 41"3        |       |
| 1956 | Giochi olimpici               | Melbourne | 400 m piani | Batteria   | 49"4        | [ 2 ] |
| 1956 | Giochi olimpici               | Melbourne | 4×100 m     | Batteria   | dq          | [ 3 ] |
| 1960 | Giochi olimpici               | Roma      | 400 m piani | Semifinale | 46"6        | [ 4 ] |
| 1960 | Giochi olimpici               | Roma      | 4×100 m     | Semifinale | dq          | [ 5 ] |
| 1964 | Giochi olimpici               | Tokyo     | 4×100 m     | Batteria   | 40"4        | [ 6 ] |